# Битва при Кифангондо
Битва при Кифангондо (порт. Batalha de Kifangondo) — сражение на подступах к ангольской столице Луанде в октябре—ноябре 1975 года. Завершилась победой правительственных войск МПЛА и кубинского экспедиционного корпуса над вооружёнными формированиями ФНЛА и его союзниками. Обозначила переломный момент первого этапа гражданской войны в Анголе.

## Контекст
Гражданская война в Анголе началась летом 1975 года, в процессе деколонизации. Алворские соглашения о коалиционном правительстве оказались сорваны. Стала очевидной непримиримая враждебность трёх антиколониальных движений — марксистского просоветского МПЛА, консервативного прозападного ФНЛА, леворадикального, но антикоммунистического УНИТА. Все три организации сделали ставку на силовое решение.
Оплотами МПЛА были прибрежные районы и крупные города, в которых преобладали мбунду и мулаты. Опорой УНИТА являлись сельские внутренние районы, населённые овимбунду. ФНЛА пользовался определённой популярностью среди баконго на севере страны, в пограничных с Заиром районах.
В июле 1975 года вооружённые формирования МПЛА (Народные вооружённые силы освобождения Анголы — ФАПЛА) установили контроль над столицей страны Луандой. ФНЛА и УНИТА упорно атаковали, стремясь ворваться в столицу до 11 ноября — даты, на которую было назначено провозглашение независимости Анголы. Все три движения обратились за помощью к иностранным союзникам. На помощь МПЛА по согласованию с СССР пришли кубинские экспедиционные войска (массированная переброска началась в октябре). УНИТА поддержали вооружённые силы ЮАР. На стороне ФНЛА воевала армия Заира.
В середине сентября войска ФНЛА (Армия национального освобождения Анголы — ЭЛНА) сумели отбить стратегически важный город Кашито. Лидер ФНЛА Холден Роберто, вдохновлённый этим успехом, приказал начать наступление на Луанду. Однако продвижение к столице шло медленными темпами, несмотря на прямую поддержку заирских войск. К 20-м числам октября войска ФНЛА и Заира подошли к селению Кифангондо, в 22 километрах от Луанды. Но к тому времени части ФАПЛА и кубинцы уже заняли оборону в Кифангондо.

## Силы сторон

### ФНЛА и союзники
Силы ФНЛА численно значительно превосходили МПЛА и кубинцев. Они составляли до 2000 боевиков-баконго и около 1200 заирских солдат. Особое военное значение имели 120 португальцев (бывшие военные — участники колониальной войны, ставшие боевиками антикоммунистических организаций МДЛП и ЭЛП) и около 50 военнослужащих регулярной армии ЮАР.
Они были вооружены стрелковым оружием, французскими бронеавтомобилями Panhard AML, 120-мм миномётами, британскими 5,5-дюймовыми пушками (поставленными из ЮАР) и заирскими 130-мм орудиями (полученными от КНДР). Южноафриканцы располагали бомбардировщиками English Electric Canberra. Договорённость об участии ЮАР была достигнута на личных переговорах Холдена Роберто с Магнусом Маланом и Констандом Фильюном.
Общее руководство войсками ФНЛА осуществлял куратор силового блока Нгола Кабангу, ближайший сподвижник и родственник Холдена Роберто. Непосредственно командовали операцией командиры ЭЛНА Тонта Афонсу Каштру и Матуш Муанга. Заирскими подразделениями командовал полковник Лоран Лама Мамина. Португальских боевиков возглавлял подполковник коммандос Жилберту Сантуш и Каштру, начальник штаба ЭЛНА. Южноафриканцами командовал бригадный генерал Бен Вет Рус. Верховное командование осуществлял Холден Роберто, находившийся в Амбрише. Оперативным командующим считался Сантуш и Каштру, однако бойцы ЭЛНА, заирцы и южноафриканцы не склонны были признавать его полномочий. Их признавали даже не все португальцы, поскольку Сантуш и Каштру принадлежал к МДЛП, а большинство боевиков состояли в ЭЛП.

### МПЛА и кубинцы
Оборону держала группировка ФАПЛА из двух батальонов и пехотной бригады, усиленная кубинскими военными. По большей части это были ангольские курсанты под руководством кубинских инструкторов. Общая численность составляла порядка 1200 человек (примерно 1000 ангольцев и менее 200 кубинцев). Отдельное подразделение ФАПЛА состояло из 100 женщин — активисток МПЛА.
Основным оружием являлись советские 82-мм и 120-мм миномёты и гранатомёты РПГ-7. На вооружении были также несколько советских БРДМ и — доставленные уже в ходе боёв — РСЗО БМ-21. Советские военные поставки осуществлялись через НРК Мариана Нгуаби.
Особой военной подготовкой в войсках МПЛА отличались боевики ФНЛК — бывшие жандармы Моиза Чомбе. Однако в начале ноября большинство из них перебросили на юг, защищать Бенгелу от войск ЮАР и вооружённых формирований УНИТА.
Войсками МПЛА командовали генерал ФАПЛА Давид Мойшеш (общее руководство), полковники Антониу Франка и Карлуш да Силва Шавьер (заместители командующего), Роберту Леал Монтейру (командир артиллерии), Руй ди Матуш (начальник оперативного отдела), Салвиану Секейра (пехота) Кубинский контингент в Анголе возглавлял тогда секретарь ЦК Компартии Кубы Хорхе Рискет Вальдес-Салданья. Верховное командование осуществляли из Луанды Агостиньо Нето и Энрике Каррейра. Непосредственное руководство войсками на поле боя осуществлял Антониу Франка.

### Сопоставление
Несмотря на меньшую численность, войска МПЛА и кубинцы были лучше подготовлены к боям. Они располагали более современным вооружением (решающее превосходство обеспечивали советские «Грады»), обладали чёткой организацией и строгой дисциплиной, имели единое командование.
В руководстве ФНЛА не было единства ни в стратегических, ни в оперативно-тактических вопросах. Положения осложнялось острыми противоречиями между ангольцами, заирцами, португальцами и южноафриканцами. Особенно серьёзные проблемы создавались амбициями заирской стороны во главе с президентом Мобуту. Кроме того, войска ФНЛА практически не имели информации о противнике, не знали местности, даже не располагали её картами. Крайне неэффективно действовала разведка ЭЛНА: она некритически отнеслась к донесению единственного источника (бывшего агента ПИДЕ), который утверждал, будто взятие Луанды не является сложной задачей.
Большинство солдат ФАПЛА не имели военного опыта, многие успели провести лишь одну учебную стрельбу — но таковы же были почти все солдаты ЭЛНА и многие заирские рядовые. Ударные силы обеих сторон составляли профессионалы-иностранцы: португальцы и южноафриканцы от ФНЛА, кубинцы от МПЛА.

## Сражение

### Первый этап
Наступление на Луанду велось от Кашито. Понимая превосходство противника, южноафриканский генерал Вет Рус пытался отговорить Роберто от лобовой атаки. Однако лидер ФНЛА, полагаясь на численное преимущество, требовал прорыва к столице. Он был уверен в успехе: «Завтракаем в Кашито, ужинаем в Луанде».
Первые столкновения при Кифангондо начались 23 октября. Силами пехотного батальона, бригады и миномётной батареи командование ФАПЛА попыталось отбросить авангардные части ЭЛНА. Однако бойцы Роберто дали встречный бой, в котором имели успех. Вылазка ФАПЛА окончилась неудачей. Это добавило энтузиазма лидеру ФНЛА.
Однако отступившие части ФАПЛА укрепились на холмистой местности левого берега реки Бенго. Другим естественным прикрытием стало озеро Пангила с его труднопроходимыми берегами. Позиция была выбрана стратегически удачно, поскольку обеспечивала контроль над трассами в направлении Кифангондо и Луанды. Вечером того же дня атака ЭЛНА и заирцев, пытавшихся развить успех, была отбита с большими потерями для наступающих.
После 23 октября установилось затишье, продолжавшееся около двух недель, до 5 ноября. Группировка ФАПЛА была усилена, проведены инженерные работы, возведены оборонительные сооружения.

### Второй этап
Утром 5 ноября войска ЭЛНА и Заира начали интенсивный артобстрел позиций ФАПЛА. После артподготовки началась атака бронеавтомобилей и пехоты. Наступление вновь было отражено огнём установок «Град-П». ЭЛНА удалось захватить лишь один из мостов через озеро Пангила, близ которого был развёрнут командный пункт. Бой продолжался 6—7 ноября, но не привёл к изменениям позиций.
8—9 ноября противостоящие стороны получили значительное усиление. В распоряжение ЭЛНА из Амбриша прибыла батарея 140-мм гаубиц, доставленная ВВС ЮАР. ФАПЛА получили из Луанды батарею РСЗО БМ-21. В Кифангондо прибыла также рота спецназа кубинского МВД. Впервые в бои начали масштабно вступать регулярные кубинские части.

### Третий этап
Заключительный этап битвы при Кифангондо начался утром 9 ноября. Артиллерия ЭЛНА и Заира начала интенсивный обстрел Кифангондо и предместий Луанды. Позиции ФАПЛА были атакованы с воздуха южноафриканскими бомбардировщиками. Артподготовка и бомбёжки продолжались весь день. Однако значительного ущерба причинить не удалось. От артиллерийских обстрелов погибла лишь одна ангольская женщина.
Решающий бой начался утром 10 ноября. Холден Роберто отдал приказ любой ценой прорвать оборону и вступить в Луанду до провозглашения независимости Анголы. В сражение были брошены все наличные силы. Авангардом наступления стали опытные португальские военные под командованием Сантуш и Каштру. Португальцы захватили мост через реку Бенго.
Однако огневая поддержка ЭЛНА оказалась слабой и бессистемной. Заирские артиллеристы не умели обращаться с орудием, попытка выстрела привела к взрыву пушки, после чего они отказались стрелять (ознакомиться с инструкцией не удалось, так как она была написана на корейском языке). Но при этом один снаряд попал в насосную станцию Кифангондо — в результате Луанда на несколько дней лишилась водоснабжения. Артиллерийский огонь ФАПЛА был более успешен: удалось вывести из строя несколько бронеавтомобилей.
Кубинцы взорвали захваченный португальцами мост. Форсировать реку баконго из ЭЛНА и заирские солдаты отказались, ссылаясь на опасность нападения крокодилов. Таким образом, прорыв на берег, контролируемый ФАПЛА, оказался сорван.
Войска ФНЛА двинулись на Кифангондо берегом реки Бенго. Строй постепенно смешался — бойцы ЭЛНА и заирские солдаты не соблюдали дисциплину, португальцы и южноафриканцы не могли настоять на этом. Дождавшись, пока силы противника полностью окажутся в зоне поражения, кубинцы открыли массированный огонь из миномётов и гранатомётов. Завершающий удар, окончательно опрокинувший противника, был нанесён из РСЗО БМ-21.
Менее чем за час подвергся уничтожению весь военный транспорт ФНЛА. Толпа заирских солдат попала в окружение в болотистой местности. Людские потери ФНЛА и заирцев исчислялись сотнями. Потери МПЛА и кубинцев ограничивались единицами. Португальские боевики попытались переломить ход событий отчаянной контратакой, но она была подавлена огнём ФАПЛА.
В ночь на 11 ноября в Луанде началось празднование независимости. Залпы салюта были хорошо видны в Кифангондо. Бойцы ФНЛА и заирцы приняли их за массированный обстрел. Началось беспорядочное бегство, остановить которые португальцам и южноафриканцам не удалось. Баконго назвали сражения при Кифангондо Nshila wa Lufu — Дорога смерти.
В большинстве случаев понятие Битва при Кифангондо подразумевает именно и только боестолкновение 10 ноября 1975 года.

## Итоги
В военном отношении битва при Кифангондо не была особо масштабной — с обеих сторон участвовали менее 5 тысяч человек. Но политически она стала одним из решающих сражений ангольской гражданской войны. Решительная победа МПЛА задала своеобразный камертон дальнейшему развитию событий.
Независимость Анголы была провозглашена под властью МПЛА. Военная победа, одержанная практически в те же часы, выглядела символично и производила сильное впечатление внутри и вне Анголы. МПЛА и его сторонники пережили прилив энтузиазма.
По ФНЛА был нанесён сокрушительный удар, от которого ему уже не удалось оправиться. Была наглядно продемонстрирована военная и морально-политическая слабость движения Холдена Роберто. В руководстве ФНЛА произошёл раскол, после того, как видные представители командования ЭЛНА — прежде всего Афонсу Каштру — возложили на Роберто ответственность за поражение под Кифангондо.
Массированное наступление ФАПЛА и кубинцев в декабре 1975—феврале 1976 завершилось полным разгромом ЭЛНА и выводом из Анголы заирских войск. ФНЛА как значимая военно-политическая сила перестал существовать.

## Память
В 2004 году распоряжением правительства Анголы в Кифангондо был установлен монумент памяти. Годовщины битвы при Кифангондо отмечаются на официальном уровне, как первая решающая победа МПЛА в гражданской войне — от которой происходят нынешние власти Анголы.
Со своей стороны, ФНЛА и лично Нгола Кабангу, ставший преемником Холдена Роберто во главе легальной оппозиционной партии, настаивают на собственной трактовке событий — как продолжения своей национально-освободительной борьбы.

## Судьбы участников
Давид Мойшеш, Антониу Франка, Карлуш да Силва Шавьер стали генералами ФАПЛА, затем — ФАА.
Афонсу Каштру перешёл на сторону МПЛА и тоже стал генералом ангольской армии. Матуш Муанга эмигрировал в США. Нгола Кабангу — один из лидеров легализованного ФНЛА, депутат парламента Анголы.
Хорхе Рискет Вальдес-Салданья был членом политбюро ЦК Компартии Кубы.
Жилберту Сантуш и Каштру активно участвовал в португальской политике на стороне правых сил.
Лоран Лама Мамина продолжал службу в заирской армии. После свержения Мобуту был арестован, некоторое время провёл в тюрьме, впоследствии освобождён.